# Costituzione degli Spartani
La Costituzione degli Spartani è un'opera di carattere politico di Senofonte.

## Attribuzione
L'opera è inclusa nel corpus delle opere senofontee sopravvissute. Nel XIX e XX secolo il consenso generale degli studiosi era che l'opera fosse effettivamente ascrivibile a Senofonte, mentre in seguito sono state avanzate alcune riserve.
Senofonte, ateniese, visse molti anni a Sparta, essendo andato in esilio in seguito alla caduta del regime dei Trenta tiranni, ed ebbe così modo di conoscere meglio la città che divenne poi la sua patria d'adozione.

## Contenuto
In questo testo si loda la costituzione di Licurgo, per la sua ferrea disciplina, che aveva contribuito a creare la grandezza di Sparta.
Tuttavia, nonostante i pregi di quel sistema politico contrapposto all'individualismo della costituzione ateniese, nemmeno Sparta fu immune dalla generale decadenza delle città greche seguita alla fine della Guerra del Peloponneso. Secondo l'autore, a determinare il declino della città lacedemone sarebbe stata la progressiva sostituzione della morigeratezza, della temperanza e della continenza con l'amore per le ricchezze e per il lusso nei desideri e nei gusti degli spartani; in questo modo, erano venuti meno ai loro principî originari di obbedienza e subordinazione degli interessi del cittadino a quelli dello stato, che costituivano la base dell'ordinamento politico di Licurgo.